# Operação Crepúsculo
A operação Crepúsculo foi uma ofensiva Etíope durante a guerra de fronteira com a Eritreia. De acordo com os resultados da operação, preparada e conduzida de acordo com os cânones clássicos de táticas e arte Operacional, as tropas eritreus na frente ocidental foram jogadas de volta à fronteira pré-guerra. O sucesso da ofensiva contribuiu muito para o trabalho ativo e eficaz dos pilotos de helicóptero.